# Nassarius arcularia
Nassarius arcularia (danh pháp cũ: Nassarius arcularius) là một loài ốc biển, một động vật thân mềm chân bụng sống ở biển trong họ Nassariidae.
Có hai phân loài:
- Nassarius arcularia arcularia (Linnaeus, 1758): đượ chấp nhận là Nassarius arcularia.
- Nassarius arcularia plicatus (Röding, 1798)

Phân loài được chuyển thành từ đồng nghĩa
- Nassarius arcularius arcularius (Linnaeus, 1758) accepted as Nassarius arcularia arcularia (Linnaeus, 1758)

## Mô tả
Kích thước vỏ dao động từ 18 mm đến 40 mm.
Vỏ hình trứng, bụng khá dày. Nó bao gồm sáu hoặc bảy vòng xoắn dẹt, có góc ở trên và phần thấp nhất trong số đó hình thành một nửa của chính nó. Phần thân này phồng lên rất nhiều, và được trang bị bên ngoài với các nếp gấp dày, dọc, xa, được giao nhau bởi các vân ngang. Phần trên của mỗi nếp gấp được kết thúc bởi một nốt sần hình nón, đôi khi được ngăn cách với nó bằng một đường vân ngang chia bề ngoài thành hai. Các đường xoắn phía trên lồi, cũng có các nếp gấp nhỏ và vân ngang. Nhưng ở những nơi này, các nốt lao hơi có thể cảm nhận được, và trên một số mẫu vật thì không. Khe màu trắng hình trứng và kết thúc ở đỉnh bởi một rãnh được đào ở đầu môi ngoài và bởi một nếp gấp của môi trong. Phần sâu của hốc có màu nâu hoặc màu tím, được đánh dấu bằng các dải ngang màu trắng. Môi ngoài mỏng ở rìa, có vết lõm một phần chiều dài, có vân sâu bên trong. Trụ có hình vòng cung, được bao phủ bởi môi trong, được mở rộng trên thân vỏ và tạo thành một khối hình bán nguyệt, thường dày, được đánh bóng, được đánh dấu ở phần dưới bởi các đường ruột ngang và được kết thúc bởi một ke xiên, đó là kéo dài đến một thời điểm. Màu sắc của lớp vỏ này nhìn chung là màu tro, bên ngoài. Nhưng đôi khi nó có màu hơi xanh, được trang trí bằng một hoặc vài dải ngang, trắng hoặc nâu. Một dải màu nâu khác luôn kéo dài giữa các nốt sần của cơ thể. Quả nang có hình bầu dục và tròn, có màng và có răng cưa ở một trong các cạnh của nó.
Loài này rất phổ biến và thường có nhiều hình dáng khác nhau. Các vòng xoắn ít nhiều dài ra, các nếp gấp dọc và các vân ngang, đôi khi hoàn toàn biến mất trên phần thân, tuy nhiên, vẫn còn lại các nốt sần bao phủ lớp vỏ này và các rãnh ở gốc được đánh dấu rất rõ. Màu sắc thay đổi như nhau, một số mẫu có màu trắng hoàn toàn. Một số khác có màu hơi đỏ hoặc màu hạt dẻ. Con non của loài này có các nếp gấp và vân nổi rõ hơn nhiều. Môi chúng mỏng, mịn và không tồn tại độ dẻo trên cột.

## Phân bố
Loài này xuất hiện ở Ấn Độ Dương ngoài khơi Đông Phi, Madagascar và Mozambique và ở Trung và Tây Thái Bình Dương; ngoài khơi Đông Ấn Độ, Sri Lanka, Philippines, Indonesia, quần đảo Nansei, Papua New Guinea, Nouvelle-Calédonie, Tân Hebrides, Fiji, quần đảo Tanga và Úc (lãnh thổ Bắc Úc, Queensland).